# Bypass (película)
Bypass (2012) es una producción española dirigida por Patxo Tellería y Aitor Mazo. Se trata de una comedia romántica que juega con los ingredientes clásicos del género: amor y desamor, verdad y mentira… y que además integra en su maquinaria un elemento robado a la tragedia: la muerte. Estreno en España: 11 de octubre de 2012.

## Sinopsis
María, enferma del corazón, se va a morir. Xabi, un amigo, viene desde Barcelona a darle el último adiós. En el camino se entera de que María está enamorada de él, y para darle una alegría, se le ocurre mentirle y decirle que él también. Pero María no muere, y Xabi se ve obligado, para evitar que un disgusto acabe con el débil corazón de María, a fingir una vida de pareja, a espaldas de su verdadera novia, que acaba de quedarse embarazada.

## Reparto
- Gorka Otxoa (Xabi)
- Sara Cózar (María)
- Bárbara Goenaga (Nerea)
- Aitor Mazo (Santi)
- Itziar Atienza (Jone)
- Mikel Losada (Lukas)
- Unax Ugalde (amigo de María)
- Josu Pérez de Echeverría (Doctor)

## Más información
- Tráiler en castellano de "Bypass", 2012
- https://twitter.com/Bypassfilm
- https://www.facebook.com/Bypassfilm

- Datos: Q12255572